# デイヴィッド・アサートン
デイヴィッド・アサートン（David Atherton OBE, 1944年1月3日 - ）は、イギリスの指揮者。

## 経歴
1944年ブラックプール生まれ。ケンブリッジ大学フィッツウィリアム校で音楽を学び、1967年からコヴェントガーデン王立歌劇場のスタッフとして音楽活動をはじめ、1968年にはヴェルディの《イル・トロヴァトーレ》を指揮。同年にニコラス・スノーマンとロンドン・シンフォニエッタを設立して1973年まで音楽監督を務めた。
1976年にはスカラ座に初登場し、1978年にはサンフランシスコの戦争記念歌劇場に登場してアメリカ・デビューを飾った。1980年から1987年までサンディエゴ交響楽団の音楽監督を務め、1980年から1983年まではロイヤル・リヴァプール・フィルハーモニー管弦楽団の首席指揮者を兼任した。1989年から2000年まで香港フィルハーモニー管弦楽団の首席指揮者に就任する一方で、その着任時からサンディエゴのメインリー・モーツァルト音楽祭を創設し、2013年までその音楽祭に関わった。また同じ1989年から1991年まで古巣のロンドン・シンフォニエッタの音楽監督を再度務めた。
主な初演作品には、ハリソン・バートウィッスルの《パンチとジュディ》(1968年オールドバラでの初演)、ハンス・ヴェルナー・ヘンツェの《我々は川に来た》(1976年コヴェントガーデン王立歌劇場での初演)等が挙げられる。
1999年にはOBEを受勲している。

## 註
1. ↑  “デイヴィッド・アサートン - TOWER RECORDS ONLINE”. tower.jp. 2025年4月11日閲覧。
2. ↑  TheBiography.us. “Biography of David Atherton (1944-VVVV)” (英語) 2025年4月11日閲覧。
3. ↑  “Marton Operatic - Musicians”. martonoperatic.co.uk. 2025年4月11日閲覧。
4. ↑  fitz.cam.ac.uk
5. ↑  “Mainly Mozart founding conductor David Atherton resigns” (英語). The San Diego Union-Tribune 2025年4月11日閲覧。
6. ↑  “Atherton, David | Encyclopedia.com”. www.encyclopedia.com. 2025年4月11日閲覧。